# Мирјана Николић (професор)
Мирјана Николић (Београд, 1966) српски је универзитетски професор. Она је редовни професор Факултета драмских уметности у Београду. Године 2017. постаје проректор, а 2021. ректор Универзитета уметности у Београду.

## Биографија
Мирјана Николић је дипломирала, магистрирала (2001) и докторирала (2008) на Факултету драмских уметности у Београду.  Главна поља њеног истраживања су: Студије медија, Менаџмент и продукција електронских медија и Етика медија.
Током, и по завршетку студија, сарађивала је у припреми и реализацији пројеката Музичке продукције Радио телевизије Београд, а потом и Радио Београда - Првог програма, Београда 202, Музичког радија 101 и Радио Политике.
Од 1994. године је сарадник на Факултету драмских уметности, а од 2011. године је у звању редовног професора.
Мирјана Николић је обављала низ значајних послова и функција на Факултету драмских уметности и на  Универзитету уметности. Тако је била: Шеф Катедре за Менаџмент и продукцију (2010-2016); Директор Института за позориште, филм, радио и телевизију ФДУ (2011-2017); Председавајућа Научног већа Факултета драмских уметности (2010-2016); Члан Савета ФДУ (2016-2019); Члан радне групе Министарства просвете за израду стратегије високог образовања, Проректор Универзитета уметности (2017-2020), а од јануара, 2020. вршилац дужности ректора, да би 14. јуна 2021. године ступила на дужност ректора Универзитета уметности.
Активно учествује у раду националних и интернационалних скупова и конференција, као и у научно-истраживачким пројектима Факултета драмских уметности и Универзитета уметности.
Написала је и преко тридесет научних и стручних текстова у домаћим и иностраним часописима и публикацијама.

## Дела

### Књиге
- Радиофонија у Србији током Другог светског рата (2009);
- Радио у Србији 1924-1941 (2006) и
- Етар над Београдом (1999).

### Пројекти
Конципирала је и учествовала у реализацији пројеката:
- Међународна Летња школа Универзитета уметности и то: Панчево (2004), Мокра Гора (2005) и Пирот (2006),
- Учествовала је у припреми програмског елабората: Радио Новости, за потребе конкурса Републичке радио-дифузне агенције, 2006.
- У периоду од 2002. до данас, ангажована је на научно-истраживачким пројектима: 
  - Медији и образовање,
  - Медијска репрезантација српског националног и културног идентитета,
  - Уметност и медији у функцији европских интеграција и
  - Идентитет и сећање: транскултурални текстови драмских уметности и медија...[1]

## Награде
- Годишња награда Факултета драмских уметности (2003)
- Сребрна медаља Универзитета уметности (2003)
- Велика плакета Универзитета уметности са повељом (2016)[4]